# Gorch Fock (1958)
Gorch Fock je německý trojstěžňový cvičný bark postavený pro německé námořnictvo jako náhrada za stejnojmenné plavidlo, které bylo po druhé světové válce získáno jako válečná reparace Sovětským svazem.

## Stavba
O stavbě nové cvičné plachetnice vycházející z původních plánů větších barků Albert Leo Schlageter a Horst Wessel (o 7 m delších, než první Gorch Fock) Německé spolkové námořnictvo rozhodlo v roce 1957.
V důsledku potopení školní plachetnice Pamir zároveň roku 1957 došlo k úpravě konstrukce plavidla za účelem zvýšení bezpečnosti (zlepšena vodotěsnost a pevnost trupu). Gorch Fock byl na vodu spuštěn 23. srpna 1958 a do německého námořnictva byl přijat 17. prosince 1958. Gorch Fock je pod vedením Marineschule Mürwik.

## Služba

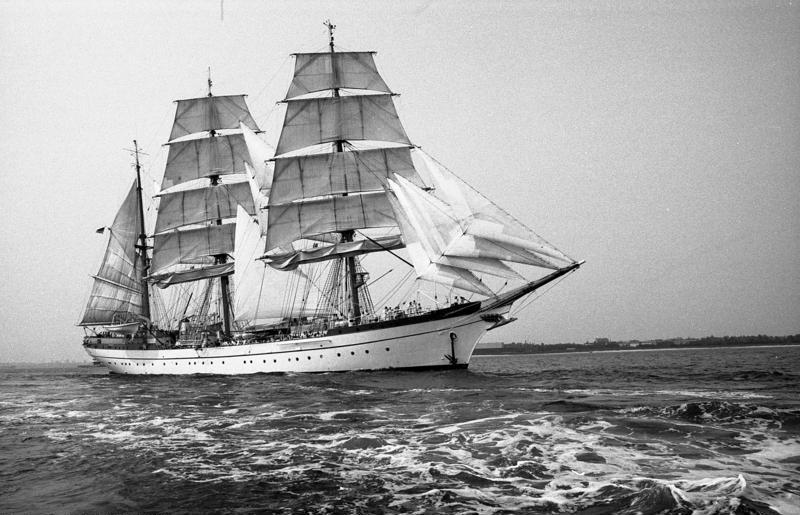
Gorch Fock roku 1976

Bundeswehr uvádí dva důvody využití školní plachetnice ve výcviku budoucích námořních důstojníků. Jednak je to nácvik týmové práce, neboť tím, že se mnoho činností na palubě provádí výhradně ručně, je ovládání lodi možné jen při souhře mnoha lidí. Příkladem může být obsluha kormidla, na které se podílejí čtyři lidé, nebo ovládání ráhen, které vyžaduje spolupráci desítek kadetů. Druhým důvodem má být seznámení kadetů s přírodními silami panujícími na moři (vítr, vlny, příliv a odliv) v jejich ryzí podobě.
Doposud (2021) bylo na palubě lodi vyškoleno 15 tisíc kadetů a kadetek.

## Opravy 2016 - 2021
V lednu 2016 v loděnici Elsflether Werft začala oprava plavidla, která měla trvat 17 týdnů při rozpočtu 10 milionů eur. Po zahájení prací se však ukázalo, že plavidlo je v mnohem horším stavu, než se předpokládalo. V říjnu 2016 byly opravy zastaveny, přičemž do té doby bylo utraceno již 35 milionů eur. Nakonec bylo rozhodnuto loď nevyřadit a opravy dokončit, přestože cena byla tehdy odhadována až na 75 milionů eur. Jako dočasnou náhradu se námořnictvo rozhodlo nejprve pronajmout rumunskou cvičnou plachetnici Mircea a následně využít cvičnou loď Alexander von Humboldt II provozovanou nadací Deutsche Stiftung Sail Training.
V březnu 2018 německé ministerstvo obrany oznámilo, že konečná cena opravy bude 110 milionů euro, přičemž práce budou dokončeny ve druhé polovině roku 2019. Gorch Fock pak bude moci pokračovat ve službě nejméně do roku 2040. V lednu 2019 se odhad ceny zvýšil na 135 milionů euro. 30. září 2021 byl Gorch Fock předán zpět námořnictvu a 4. října se vrátil slavnostně do domovského přístavu v Kielu.